# Sphyraena afra
Sphyraena afra is een straalvinnige vissensoort uit de familie van de barracuda's (Sphyraenidae). De wetenschappelijke naam van de soort is voor het eerst geldig gepubliceerd in 1844 door Peters.